# Jane Tutikian
Jane Tutikian (Porto Alegre, 5 de maio de 1952) é uma escritora, professora e crítica literária brasileira.  
Em 2011 foi escolhida como patrona da 57ª Feira do Livro de Porto Alegre.

## Carreira
Graduou-se em Letras pela Universidade Federal do Rio Grande do Sul, onde obteve o mestrado em 1977 e o doutorado em 1998, na área de Literatura comparada. Foi também vice-reitora da UFRGS e por duas vezes diretora do Instituto de Letras da mesma instituição.
Publicou mais de 20 livros, incluindo contos, novelas e, especialmente, obras infantojuvenis. Seus trabalhos foram reconhecidos com prêmios como Jabuti, o Açorianos e Tibicuera.
Faz parte de instituições literárias como a Academia Literária Feminina do Rio Grande do Sul, a Academia Rio-Grandense de Letras e o PEN Clube Português.

## Obras selecionadas
- Coisa viva (contos). Porto Alegre: Palmarinca/Território das Artes, 2011.
- Por que não agora? (infantojuvenil). Porto Alegre: Edelbra, 2009.
- Fica Ficando (novela infantojuvenil). Porto Alegre: Edelbra, 2007.
- Velhas identidades novas (ensaios). Porto Alegre, Sagra Luzzatto, 2006.
- Entre Mulheres (contos de amor aprendiz) Porto Alegre: WS, 2005.
- Olhos azuis coração vermelho (novela infantojuvenil) Porto Alegre: Artes & Ofícios, 2005.
- Batalha Naval (contos). Rio de Janeiro: Civilização Brasileira, 1981. Porto Alegre: Movimento, 2003. 2ª ed.
- J.F. e a conquista de Niu Ei (novela infantojuvenil). Porto Alegre: WS, 2003. 2ª ed.
- Aconteceu também comigo (novela infantojuvenil). São Paulo: Arte & Ciência, 2002.
- A rua dos secretos amores (contos). Porto Alegre: WS, 2002. 2ª ed.
- Alê, Marcelo, Ju & eu (novela infantojuvenil). Porto Alegre: WS, 2000. 4ª ed.
- O Sentido das Estações (contos). Porto Alegre: Movimento, 1999.
- Inquietos Olhares (ensaio) São Paulo: Arte & Ciência, 1999.
- Um Time Muito Especial (novela infantojuvenil). São Paulo: Atual, 1993. 13ª ed.
- Geração Traída (novela). Porto Alegre: Mercado Aberto, 1990.
- Pessoas (contos). Porto Alegre: Movimento, 1987. 2ªed.
- A Cor do Azul (novela infantojuvenil) São Paulo: Atual, 1984. 23ª ed.

## Prêmios
- Destaque Revelação Literária – Prêmio APESUL (1978)
- Prêmio Jabuti – categoria infantojuvenil – Câmara Brasileira do Livro (1984)
- Finalista da Bienal Nestlé de Literatura Brasileira – categoria conto (1986)
- Prêmio Érico Veríssimo - Câmara Municipal de Porto Alegre (1987)
- Prêmio Tibicuera de Literatura Infantojuvenil - Secretaria Municipal de Cultura de Porto Alegre (1994)
- Prêmio Tibicuera - Livro do ano - Secretaria Municipal de Cultura de Porto Alegre 1994)
- Prêmio Açorianos - Categoria Infantojuvenil - Secretaria Municipal de Cultura de Porto Alegre (2001)
- Prêmio Livro do Ano - Categoria Literatura juvenil - Associação Gaúcha de Escritores (2003)
- Prêmio Livro do Ano - Categoria Conto - Associação Gaúcha de Escritores (2003)
- Prêmio Livro do Ano AGES - categoria Infantojuvenil (2004)
- Prêmio AGES - Livro do Ano - categoria Infantojuvenil (2010)
- Prêmio Joaquim Felizardo – Secretaria Municipal de Cultura de Porto Alegre (2012)
- Prêmio Açorianos - Destaque Especial pelo Conjunto de Vida e Obra (2022)